# Sporidesmajora
Sporidesmajora är ett släkte av svampar. Sporidesmajora ingår i ordningen Capnodiales, klassen Dothideomycetes, divisionen sporsäcksvampar och riket svampar.
|                | Antennulariellaceae                               |
|                |                                                   |
|                | Asterinaceae                                      |
|                |                                                   |
|                | Capnodiaceae                                      |
|                |                                                   |
|                | Davidiellaceae                                    |
|                |                                                   |
|                | Euantennariaceae                                  |
|                |                                                   |
|                | Metacapnodiaceae                                  |
|                |                                                   |
|                | Micropeltidaceae                                  |
|                |                                                   |
|                | Mycosphaerellaceae                                |
|                |                                                   |
|                | Piedraiaceae                                      |
|                |                                                   |
|                | Schizothyriaceae                                  |
|                |                                                   |
|                | Teratosphaeriaceae                                |
|                |                                                   |
|                | Scirrhia                                          |
|                |                                                   |
|                | Baudoinia                                         |
|                |                                                   |
|                | Friedmanniomyces                                  |
|                |                                                   |
|                | Phaeotheca                                        |
|                |                                                   |
|                | Hyphospora                                        |
|                |                                                   |
|                | Micropustulomyces                                 |
|                |                                                   |
|                | Cystocoleus                                       |
|                |                                                   |
|                | Heptaster                                         |
|                |                                                   |
|                | Limaciniopsis                                     |
|                |                                                   |
|                | Capnobotryella                                    |
|                |                                                   |
|                | Capnocheirides                                    |
|                |                                                   |
|                | Pseudotaeniolina                                  |
|                |                                                   |
|                | Xenomeris                                         |
|                |                                                   |
|                | Monographos                                       |
|                |                                                   |
|                | Comminutispora                                    |
|                |                                                   |
|                | Toxicocladosporium                                |
|                |                                                   |
|                | Rachicladosporium                                 |
|                |                                                   |
|                | Verrucocladosporium                               |
|                |                                                   |
|                | Pseudovirgaria                                    |
|                |                                                   |
|                | Recurvomyces                                      |
|                |                                                   |
|                | Elasticomyces                                     |
|                |                                                   |
| Sporidesmajora | \| \| Sporidesmajora pennsylvaniensis \| \| \| \| |
|                | \| \| Sporidesmajora pennsylvaniensis \| \| \| \| |
|                | Hispidoconidioma                                  |
|                |                                                   |
|                | Sporidesmajora pennsylvaniensis                   |
|                |                                                   |

|  | Sporidesmajora pennsylvaniensis |
|  |                                 |